# イブラヒム・サディク
イブラヒム・サディク（Ibrahim Sadiq、2000年5月7日 - ）は、ガーナ・アクラ出身のサッカー選手。AZアルクマール所属。ポジションはFW。

## クラブ経歴
母国ガーナのライト・トゥ・ドリーム・アカデミーでサッカーを学び、2018年6月にデンマークのFCノアシェランへ移籍した。
2022年2月18日、BKヘッケンと2年半契約を結んだ。
2023年9月1日、AZアルクマールへ移籍し、5年契約を結んだ。

## 代表経歴
2017年からガーナの世代別代表に招集されており、2017年には2017 FIFA U-17ワールドカップに出場した。